# SV Kiekebusch
Der SV Kiekebusch ist ein 1903 gegründeter deutscher Fußballverein mit Sitz im Cottbuser Ortsteil Kiekebusch in Brandenburg.

## Geschichte

### Gründung bis Nachkriegszeit
Der SV Kiekebusch wurde ursprünglich im Jahr 1903 in dem zu dieser Zeit noch eigenständigen Ort Kiekebusch gegründet. Über die Zugehörigkeit innerhalb einer Spielklasse in dieser Zeit ist nichts mehr bekannt. Nach dem Zweiten Weltkrieg wurde der ursprüngliche Verein dann auch erst einmal aufgelöst, aus den Mitgliedern entstand im Jahr 1948 die SG Kiekebusch. Diese Mannschaft nahm in der Saison 1948/49 an der Landesklasse Brandenburg teil. Innerhalb der Staffel Ost belegte die Mannschaft mit 23:13 Punkten am Ende der Saison den vierten Platz der Staffel Ost. In der darauffolgenden Saison nahm die Mannschaft aber scheinbar nicht mehr an der Liga teil.

### Nach der Wiedervereinigung
Nach der deutschen Wiedervereinigung entstand im Jahr 1990 erneut der SV Kiekebusch. In der Saison 2003/04 spielte dieser in der 2. Kreisklasse im Fußballkreis Niederlausitz und belegte dort mit 53 Punkten den zweiten Platz, womit die Mannschaft zur nächsten Saison in die 1. Kreisklasse aufsteigen durfte. Diese Liga konnte der Verein nach der Saison 2004/05 auch mit 38 Punkten über den 9. Platz halten. In den darauf folgenden Spielzeiten konnte sich die Mannschaft zwar immer näher an einen weiteren Aufstieg heranarbeiten, schaffte es am Ende jedoch nie aufzusteigen. Nach einer schlechter laufenden Saison 2009/10, folgte am Ende der Spielzeit 2010/11 der Abstieg. Nach diesem wurde die Mannschaft abgemeldet und einzig die Jugendmannschaften nahmen noch am Spielbetrieb teil.

### Neuanfang als Spielgemeinschaft
Ab der Saison schloss sich die Mannschaft in einer Spielgemeinschaft mit dem benachbartem TSV Cottbus zusammen. Zusammen nahm die SpG den Startplatz in der Kreisliga Niederlausitz des TSV ein, mit 64 Punkten landete die Mannschaft gleich nach der ersten Saison auf dem 3. Platz und verpasste damit den Aufstieg nur knapp. Dieser klappte schließlich in der darauf folgenden Saison, nach der man mit 71 Punkten über den zweiten Platz die Spielklasse in Richtung Kreisoberliga verlassen durfte. In dieser Liga spielt die Mannschaft bis heute.

## Ehemalige Spieler
- Toralf Konetzke (* 1972, Jugend)